# Jatipayak
Jatipayak is een bestuurslaag in het regentschap Lamongan van de provincie Oost-Java, Indonesië. Jatipayak telt 2107 inwoners (volkstelling 2010).